# Rosularia glabra
Rosularia glabra är en fetbladsväxtart som först beskrevs av Eduard August von Regel och C. Winkl., och fick sitt nu gällande namn av Ernst Friedrich Berger. Rosularia glabra ingår i släktet Rosularia och familjen fetbladsväxter. Inga underarter finns listade i Catalogue of Life.